# Проничева, Дина Мироновна
Ди́на Миро́новна Про́ничева (урождённая Мстисла́вская; 7 января 1911, Чернигов — 1977, Киев) — советская театральная актриса, одна из спасшихся из Бабьего Яра.

## Биография
В юности переехала в Киев. Работала в Киевском центральном театре кукол.
На начало войны вместе с мужем и детьми жила на улице Бульварно-Кудрявской, 41. Неподалёку, на улице Тургеневской, 27, жили её родители, сестра и братья, ушедшие на фронт.
29 сентября 1941 года, следуя немецкому приказу, отправилась вместе с родителями и сестрой в Бабий Яр, где сначала ей удалось убедить немцев, что она украинка, и попасть в группу людей, которых могли отпустить. Однако в тот же вечер поступил приказ расстрелять этих людей как свидетелей расстрелов. За мгновение до выстрела смогла прыгнуть в яр на тела погибших и притворилась убитой. На третий день после расстрелов ей удалось выйти за пределы Бабьего Яра и спрятаться в сарае, но хозяйка, обнаружив её, сообщила немцам. В числе прочих пленных была посажена в грузовик, следовавший в Бабий Яр, однако в районе Шулявки вместе с подругой, Любовью Шамин, ей удалось сбежать. Вдвоём они скрывались у жены двоюродного брата Д. Проничевой, затем перебрались в Дарницу.
В декабре 1941 года забрала к себе своего двухлетнего сына. 23 февраля 1942 года была арестована гестапо и 28 суток пробыла в Лукьяновской тюрьме. Была спасена полицаем, который на самом деле был партизаном. Работала в театре. Спасаясь от преследований, неоднократно меняла места пребывания. После 28 декабря 1943 года, с приходом Красной Армии, вернулась в Киев. Регулярно обходя детдома, 12 марта 1944 года нашла свою дочь, через несколько дней — сына.
В послевоенное время работала артисткой в Театре кукол. Жила в том же доме, что и до войны.
В январе 1946 года выступала свидетелем на Киевском процессе над палачами Бабьего Яра. В 1960-х годах свидетельствовала в Германии о событиях осени 1941 года. Вместе с неравнодушными участвовала в собраниях в Бабьем Яре, поддерживала связи с бывшими узниками Сырецкого концлагеря. Принимала участие в неофициальных собраниях в 1966 году.
Умерла в 1977 году из-за болезни почек.

### Семья
Муж (с 1932) — Виктор Александрович Проничев; в феврале 1942 года был арестован гестапо и впоследствии расстрелян.
Дети:
- Лидия (р. 1938)
- Владимир (р. 1940).

Муж (с 1945) — Григорий Афанасьев, машинист сцены в Киевском театре кукол; после войны — инвалид второй группы.

## В искусстве
Одна из главных героинь романа Анатолия Кузнецова «Бабий Яр».